# The Truth (Prince)
The Truth is het eenentwintigste muziekalbum van Prince, (toen bekend als O(+>). Het semiakoestisch album werd uitgebracht als onderdeel van de Crystal Ball-set die via zijn 1-800-NEW-FUNK-winkel te bestellen was en vanaf 29 januari 1998 werd verscheept. Sinds 3 maart dat jaar was de set echter ook, inclusief The Truth in de reguliere winkels te koop. Omdat de set vertraging opliep staat er "© 1997" op de cd.
Voor Record Store Day 2021 wordt het album opnieuw uitgebracht op vinyl.
Muzikaal wordt het album gekenmerkt door Prince op akoestische gitaar, ook al vallen er wel andere arrangementen en instrumenten te horen.

## Nummers
| Nr. | Titel                                 | Duur |
| --- | ------------------------------------- | ---- |
| 1.  | The Truth                             | 3:34 |
| 2.  | Don't Play Me                         | 2:48 |
| 3.  | Circle of Amour                       | 4:44 |
| 4.  | 3rd Eye                               | 3:14 |
| 5.  | Dionne                                | 3:07 |
| 6.  | Man In a Uniform                      | 4:02 |
| 7.  | Animal Kingdom                        | 7:42 |
| 8.  | The Other Side of the Pillow          | 3:21 |
| 9.  | Fascination                           | 4:56 |
| 10. | One of Your Tears                     | 3:27 |
| 11. | Comeback                              | 2:00 |
| 12. | Welcome 2 the Dawn (acoustic version) | 3:18 |

## Singles
Het titelnummer The Truth is samen met Don't Play Me eind 1997 als single uitgebracht. Deze was echter moeilijk te verkrijgen en werd ook geen hit.